# Suraiya
Suraiya Jamaal Sheikh (15 juin 1929 – 31 janvier 2004), connue sous le mononyme Suraiya, surnommée The Queen of Melody (en français : La reine de la mélodie) est une chanteuse de playback et une actrice du cinéma indien, des années 1930 à années 1960.
Au cours d'une carrière qui s'étend de 1936 à 1963, Suraiya joue dans 67 films et chante 338 chansons. Elle est l'une des plus grandes actrices du cinéma indien et l'une des principales vedettes des films en langue hindi, des années 1940 et 1950. Elle est également une chanteuse de playback renommée, qui chantait principalement pour elle-même, à commencer par une chanson dans le film Nai Duniya (1942) alors qu'elle n'avait que 12 ans. Elle est connue pour son jeu d'acteur de style féodal musulman nord-indien ou adakari dans beaucoup de ses films.
Suraiya a fait sa première apparition en tant qu'artiste enfant avec le film Madame Fashion (1936), réalisé par Jaddan Bai. Elle fait ses débuts d'actrice dans le film Taj Mahal (en), dans lequel elle joue le rôle de Mumtaz Mahal. À son apogée, elle est connue sous les noms de Malika-e-Husn (reine de la beauté), Malika-e-Tarannum (reine de la mélodie) et Malika-e-Adakari (reine du jeu). Suraiya est l'actrice la mieux payée dans les années 1940 et 1950 et a remporté plusieurs prix pour ses performances dans des films indiens.

## Biographie

### Jeunesse

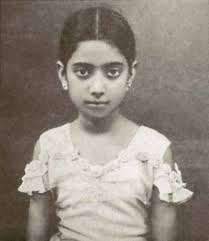
Suraiya enfant (1936).

Suraiya est née Suraiya Jamal Sheikh le 15 juin 1929 à Lahore. Elle est la fille d'Aziz Jamal Sheikh et Mumtaz Sheikh. Elle a un an lorsque sa famille déménage à Mumbai pour s'installer au Krishna Mahal à Marine Drive. Ils sont bientôt rejoints par son oncle maternel, M. Zahoor, qui est devenu un méchant bien connu de l'industrie cinématographique de Bombay, dans les années 1930,,. Elle fréquente la New High School, aujourd'hui connue sous le nom de J.B. Petit High School for Girls, dans le quartier de Fort à Bombay. Parmi les amis d'enfance de Suraiya figurent Raj Kapoor et Madan Mohan, avec qui elle a l'habitude de chanter dans des émissions de radio pour enfants à All India Radio.

### Carrière

#### Actrice
Suraiya fait ses débuts en tant qu'enfant actrice dans Madame Fashion de Jaddan Bai, en 1936, sous le nom de Miss Suraiya. Plus tard, elle obtient un rôle important, avec l'aide de son oncle, M. Zahoor. Pendant un congé scolaire, en 1941, elle l'accompagne aux studios Mohan de Bombay pour voir le tournage du film Taj Mahal (en), réalisé par Nanubhai Vakil (en). Celui-ci remarque le charme et l'innocence de la jeune Suraiya et la sélectionne pour jouer le rôle de Mumtaz Mahal.
Alors qu'elle chante pour les programmes pour enfants d'All India Radio (AIR) à Bombay, à l'âge de six ans, Raj Kapoor et Madan Mohan sont ses co-artistes. En fait, ce sont eux qui la présentent pour la première fois à AIR. Tous deux ont été associés à elle plus tard, à l'âge adulte, respectivement comme héros et comme directeur musical dans des films. À AIR, Zulfiqar Ali Bukhari (en) est à l'époque le directeur de la station de radio de Bombay. Dès que le directeur musical Naushad Ali entend la voix de Suraiya, il la choisit pour chanter (à 13 ans) pour Mehtab, dans le film Sharda (en) (1942) d'Abdur Rashid Kardar (en). Il devient le mentor de Suraiya et c'est sous sa direction qu'elle chante certaines des meilleures chansons de sa carrière. Plus tard, il sort succès sur succès lorsque Suraiya devient une star de la chanson à part entière dans Anmol Ghadi (en) (1946), Dard (en) (1947), Dillagi (en) (1949) et Dastaan (en) (1950).
En tant qu'enfant artiste, elle joue et chante également dans Tamanna (en) (1942), Station Master (1942) et Hamari Baat (en) (1943). Devika Rani, qui dirige la société de production Bombay Talkies, voyant son talent florissant d'actrice et de chanteuse, lui signe un contrat de cinq ans à 500 roupies par mois pour son rôle dans Hamari Baat (1943). Dans ce film, elle danse en duo et sa chanson avec Arun Kumar, Bistar Bicha Diya Hai Tere Ghar Ke Samne, devient très populaire.
Ce contrat de cinq ans est révoqué par Devika Rani à la demande de Suraiya, lorsque K. Asif (en) offre à Suraiya 40 000 roupies pour son film Phool. En tant qu'adulte, Suraiya joue d'abord le rôle de la sœur de Prithviraj dans le film Phool de K. Asif en tant que Shama, avec Prithviraj Kapoor en tant que héros. Á l'âge de 14 ans, en 1943, Suraiya apparaît en tant qu'héroïne dans le film Ishara de J.K. Nanda, face à Prithviraj Kapoor.
Elle joue une héroïne dans le film Tadbir (en) (1945) sur la recommandation de K. L. Saigal (en), qui a aimé sa voix lors d'une répétition d'une chanson pour le film Samrat Chandragupt (1945) de Jayant Desai dans lequel elle jouait. Il la recommande à Desai, en face de lui dans Tadbir. Elle partage ensuite la vedette avec K. L. Saigal dans Omar Khayyam (1946) et Parwana (en). Bien qu'elle ait déjà eu quelques chansons à succès, les quatre chansons solos qu'elle interprète dans Parwana, pour le directeur musical Khwaja Khurshid Anwar (en), ont fait d'elle une véritable star du cinéma.
Elle joue comme co-star dans Anmol Ghadi (en) (1946) de Mehboob Khan avec Noor Jehan comme actrice principale et Surendra comme héros et dans Dard (en) (1947) avec Munawwar Sultana comme actrice principale et Nusrat comme héros. Lors de la sortie de Pyar Ki Jeet (1948), dont elle est l'héroïne et Rehman l'acteur principal, il y a une grande foule devant la maison de Suraiya, qu'il faut contrôler en postant un inspecteur et quatre gendarmes. Lors de la première de Badi Behen (1949), toujours avec Rehman comme acteur principal, il y a une très grande foule devant la salle de cinéma et la police doit donner des coups de matraque lorsque Suraiya entre dans la salle. Les gens tirent même sur ses vêtements, si bien qu'après cela, Suraiya cesse de se rendre aux premières de ses films.
À la fin des années 1940, elle travaille avec Dev Anand. Pendant le tournage du film Vidya (en) (1948), elle a une relation amoureuse avec lui. Tous deux jouent ensemble dans sept films : Vidya (1948), Jeet (hi) (1949), Shair (1949), Afsar (en) (1950), Nili (1950), Do Sitare (1951) et Sanam (en) (1951).
De la fin des années 1940 au début des années 1950, Suraiya est la star la mieux payée et la plus populaire du cinéma indien.
Après Mirza Ghalib (en), elle joue dans des films tels que Bilwamangal (1954), Waris (1954), Shama Parwana (1954), Kanchan (1955), sorti en 1949 sous le nom d'Amar Kahani et réédité sous le nom de Kanchan, Inam (1955), Mr. Lambu (1956), Trolly Driver (1958), Miss 1958 (1958), Maalik (1958) et Shama (1961). Au milieu des années cinquante, Suraiya dit une fois à Lata Mangeshkar qu'elle allait bientôt réduire le nombre de ses films. Lata lui a dit de ne pas le faire. Elle a également travaillé avec Shammi Kapoor, alors nouveau venu, dans Shama Parwana (1954). Rustam Sohrab (1963) est son dernier film. Dans une interview, Suraiya déclare que pendant le tournage du film, elle a souffert d'hypotension, ce qui a été la raison pour laquelle elle a abandonné sa carrière d'actrice.

## Filmographie
| Année | Titre               | Réalisateur         | Producteur                                | Rôle |
| ----- | ------------------- | ------------------- | ----------------------------------------- | --- |
| 1936  | Madam Fashion       | Jaddan Bai          | Sangam Films (Jaddan Bai)                 | |
| 1937  | Usne Kya Socha      | I. A. Hafesjee      | Imperial Film                             | – |
| 1941  | Taj Mahal (en)      | Nanubhai Vakil (en) | Mohan Pictures                            | Baby Mumtaz |
| 1942  | Nai Duniya (en)     | A.R.Kardar          | Circo Production                          | pas de rôle (seulement du chant playback) |
| 1942  | Station Master      | C.M. Luhar          | Prakash                                   | Usha |
| 1942  | Tamanna (en)        | Phani Majumdar      | Laxmi Production                          | K.C. Dey |
| 1942  | Sharda (en)         | A.R.Kardar          | Kardar Productions                        | Uniquement comme chanteuse de playback pour Mehtab (en) |
| 1943  | Kanoon (en)         | A. R. Kardar        | Kardar Productions                        | Uniquement en tant que chanteuse de playback pour Mehtab |
| 1943  | Sanjog (en)         | A.R. Kardar         | Kardar Productions                        | Uniquement en tant que chanteuse de playback pour Mehtab |
| 1943  | Ishaara (en)        | J. K. Nanda         | D. R. D. Production                       | |
| 1943  | Hamari Baat (en)    | -                   | Bombay Talkies                            | |
| 1945  | Yateem              | Zia Sarhady         | Gautam Chitra                             | |
| 1945  | Tadbir (en)         | Jayant Desai        | Jayant Desai Production                   | Sugana |
| 1945  | Samrat Chandragupta | Jayant Desai        | Jayant Desai Production                   | |
| 1945  | Phool (en)          | K. Asif (en)        | Famous Pictures                           | Shama |
| 1945  | Main Kya Karoon     | Sudhir Sen          | Flora Pictures                            | |
| 1946  | Shama (en)          | Sibtain Fazli       | Minerva Movietone (Producer: Sohrab Modi) | N'a enregistré des versions disques que pour l'actrice Mehtab, à sa demande. N'a pas joué dans le film                                                                             |
| 1946  | Jag Biti            | M. Sadiq            | Din Pictures                              | |
| 1946  | 1857 (en)           | Mohan Sinha         | Muarai Pictures                           | Tasnim |
| 1946  | Anmol Ghadi (en)    | Mehboob Khan        | Mehboob Production                        | Basanti |
| 1946  | Omar Khaiyyam (en)  | Mohan Sinha         | Muarai Pictures                           | Mehru |
| 1947  | Parwana             | J.K. Nanda          | Jeet Productions                          | Gopi |
| 1947  | Natak               | S.U. Sunny          | Kardar Productions                        | |
| 1947  | Do Dil              | Jagdish Sethi       | Jamana Production                         | |
| 1947  | Dard (en)           | A.R. Kardar (en)    | Kardar Productions                        | |
| 1947  | Dak Bangla (en)     | M. Sadiq            | Indian National                           | |
| 1948  | Aaj ki Raat (en)    | D.D Kashyap         | Famous Pictures                           | |
| 1948  | Vidya (en)          | G. Tripathi         | Jeet Pictures                             | Vidya |
| 1948  | Shakti              | S.I. Hasan          | Greater Bombay Pictures                   | |
| 1948  | Rang Mahal          | Pandit Anand Kumar  | Eastern Pictures                          | |
| 1948  | Pyar Ki Jeet (en)   | O.P. Dutta          | Famous Pictures                           | |
| 1948  | Kajal               | M.Sadiq             | Ratan Pictures (Malika Pukhraj)           | |
| 1948  | Gajre               | R.D.Mathur          | Ailled Art Production                     | |
| 1949  | Singaar (en)        | J.K. Nanda          | Haldia Nanda Production                   | Shanta |
| 1949  | Shair (en)          | Chawla              | Jagat Pictures                            | Rani |
| 1949  | Naach               | Ravindra Dave       | Kuldip Pictures                           | |
| 1949  | Lekh                | G. Rakesh           | Liberty Art Production                    | |
| 1949  | Jeet                | Mohan Sinha         | Raj Kriti Chitra                          | Jeet |
| 1949  | Duniya              | S.F Hussain         | Fazli Bros                                | |
| 1949  | Dillagi (en)        | A.R. Kardar         | Kardar Production                         | |
| 1949  | Char Din            | M. Sadiq            | Ratan Pictures                            | |
| 1949  | Balam (en)          | Homi Wadia          | Wadia Movietone                           | |
| 1949  | Badi Behen (en)     | D.D. Kashyap        | Famous Pictures                           | |
| 1949  | Amar Kahani (en)    | Baij Sharma         | Kamal Kunj Chitra                         | |
| 1950  | Shaan               | Jayant Desai        | Kuldip Pictures                           | |
| 1950  | Nilli               | Ratibhai Punatkar   | Ranjit Film Company                       | |
| 1950  | Khiladi             | Talwar              | Talwar Films                              | |
| 1950  | Kamal Ke Phool      | D.D. Kashyap        | Famous Pictures                           | |
| 1950  | Dastan (en)         | A.R. Kardar         | Musical Pictures                          | |
| 1950  | Afsar (en)          | Chetan Anand        | Nav Ketan                                 | |
| 1951  | Shokiyan            | Kidar Sharma        | Ambitious Pictures                        | |
| 1951  | Sanam (en)          | Nandlal Jaswantlal  | United Technicians                        | Sadhana Devi |
| 1951  | Rajput              | Lekhraj Bhakri      | Jubilee Pictures                          | |
| 1951  | Do Sitare           | D.D. Kashyap        | Famous Pictures                           | |
| 1952  | Resham              | Lekhraj Bhakri      | Jubilee Pictures                          | |
| 1952  | Moti Mahal          | Ravindra Dave       | Nigaristan Films                          | |
| 1952  | Lal Kunwar          | Ravindra Dave       | Nigaristan Films                          | |
| 1952  | Khubsoorat          | S.F. Hussain        | Fazli Bros                                | |
| 1952  | Goonj               | Phani Majumdar      | Kwarta Art Production                     | |
| 1952  | Diwana (en)         | A.R. Kardar         | Kardar Production                         | |
| 1953  | Mashuqa             | Shanti Kumar        | Chitrakar                                 | |
| 1954  | Mirza Ghalib (en)   | Sohrab Modi         | Minerva Movietone                         | |
| 1954  | Bilwamangal         | D.N. Madhok         | Minar Movies                              | Chintamani |
| 1954  | Waris               | Nitin Bose (en)     | Minerva Movietone                         | |
| 1954  | Shama Parwana       | D.D. Kashyap        | Kashyap Production                        | |
| 1955  | Kanchan             | Baij Sharma         | Kamal Kunj Chitra                         | |
| 1955  | Inam                | M.I. Dharamsey      | Zodiac Pictures                           | |
| 1956  | Mr. Lambu (en)      | N.A.Ansari          | Sheikh Mukhtar                            | |
| 1958  | Trolly Driver       | Gajanan Jagirdar    | Divya Jyot Production                     | |
| 1958  | Miss 1958           | Kuldip Kahar        | A.K. Movies                               | |
| 1958  | Malik               | S.M. Yusuf          | Sunny Art Productions                     | |
| 1958  | Taqdeer             | A S Arora           | Neela Productions                         | 2 chansons chantées par elle pour son précédent film incomplet. Celles-ci ont été utilisées par le directeur musical et illustrées pour Shyama. Suraiya n'a pas joué dans le film. |
| 1961  | Shama (hi)          | Lekhraj Bhakri      | Tasveeristan                              | |
| 1963  | Rustam Sohrab (en)  | Vishram Bedekar     | Ramsay Productions                        | Shehzadi Tehmina |